# Дубівська сільська рада (Уманський район)
Дубі́вська сільська́ ра́да — адміністративно-територіальна одиниця та орган місцевого самоврядування в Уманському районі Черкаської області. Адміністративний центр — село Дубова.

## Загальні відомості
- Населення ради: 589 осіб (станом на 2001 рік)

## Населені пункти
Сільській раді були підпорядковані населені пункти:
- с. Дубова

## Склад ради
Рада складалася з 12 депутатів та голови.
- Голова ради: Яцина Олександр Петрович
- Секретар ради: Трубілко Людмила Олександрівна

### Керівний склад попередніх скликань
| Прізвище, ім'я, по батькові | Основні відомості                                                         | Дата обрання | Дата звільнення |
| --------------------------- | ------------------------------------------------------------------------- | ------------ | --------------- |
| Кобизський Юрій Михайлович  | Сільський голова, 1969 року народження, освіта вища, безпартійний         | 26.03.2006   | 31.10.2010      |
| Кобизський Юрій Михайлович  | Сільський голова, 1969 року народження, освіта вища, член Партії регіонів | 31.10.2010   | 17.06.2013      |
| Яцина Олександр Петрович    | Сільський голова, 1973 року народження, освіта вища, безпартійний         | 25.05.2014   |                 |

Примітка: таблиця складена за даними сайту Верховної Ради України

### Депутати
За результатами місцевих виборів 2010 року депутатами ради стали:

#### За суб'єктами висування
| Суб'єкт висування | Кількість обраних депутатів | %  |
| ----------------- | --------------------------- | -- |
| Партія регіонів   | 6                           | 50 |
| Самовисування     | 6                           | 50 |

#### За округами
| № округу        | Прізвище, ім'я, по батькові    | Дата визнання обраним | Освіта             | Партійна приналежність | Відомості про обраного депутата                  |
| --------------- | ------------------------------ | --------------------- | ------------------ | ---------------------- | ------------------------------------------------ |
| Партія регіонів |                                |                       |                    |                        |                                                  |
| 1               | Погребняк Тетяна Василівна     | 01.11.2010            | вища               | член Партії регіонів   |                                                  |
| 2               | Мартинюк Тетяна Василівна      | 01.11.2010            | середня            | член Партії регіонів   | м. Київ., двірник                                |
| 3               | Томенко Надія Петрівна         | 01.11.2010            | середня            | член Партії регіонів   | ПП Магазин «Надія»                               |
| 5               | Косаринська Ніна Олександрівна | 01.11.2010            | вища               | член Партії регіонів   | Дубівський НВК, директор НВК                     |
| 6               | Жуковський Микола Іванович     | 01.11.2010            | вища               | член Партії регіонів   | пенсіонер                                        |
| 7               | Кавецька Ольга Василівна       | 01.11.2010            | середня            | позапартійна           | домогосподарка                                   |
| Самовисування   |                                |                       |                    |                        |                                                  |
| 4               | Трубілко Людмила Олександрівна | 01.11.2010            | середня            | позапартійна           | Дубівська сільська рада, гл.бухгалтер            |
| 8               | Виштакалюк Тамара Миколаївна   | 04.05.2014            | середня            | позапартійна           | ТОВ «Дубова», бухгалтер                          |
| 9               | Кочубій Олег Васильович        | 01.11.2010            | середня            | позапартійний          | тимчасово не працює                              |
| 10              | Носовська Неля Пилипівна       | 01.11.2010            | середня спеціальна | позапартійна           | Дубівська сільська рада, секретар сільської ради |
| 11              | Гопак Анатолій Романович       | 01.11.2010            | незакінчена вища   | позапартійний          | с. Вільшанка, агроном                            |
| 12              | Левчук Світлана Миколаївна     | 01.11.2010            | середня спеціальна | позапартійна           | Магазин «Дубок», продавець                       |